# Каушени
Каушени познато и као Каушани (рус. Каушаны) је град и седиште Каушенског рејона, у Молдавији.

## Историја
Црква Успења Пресвете Богородице која потиче из 17. века представља најстарију грађевину у граду. Саграђена је 0,91 m испод земље и у њој је сачувана једина средњовековна фреска у Републици Молдавији. Осликана од стране влашких сликара у касном румунско - византијском стилу, унутрашњост приказује религијске сцене и иконографију са живописним црвеним, златним и плавим бојама.
Некада је град представљао живахан штетл. У 1897. години, 45% становништва (1,675) чинили су Јевреји, који су углавном били земљорадници.

## Становништво
Према попису из 2004. године било је 17,757 становника укључујући 14,807 Молдаваца/Румуна, 1,521 Руса, 960 Украјинаца, 273 Бугара, 82 Гагауза, 8 Рома, 6 Јевреја, 3 Пољака и 97 других и неизјашњених.

## Медији
- Глас Бесарабије - 91,9 MHz

## Знамените личности
- Анатол Петренку - политичар
- Биана Голодрига - новинарка

## Галерија
- Црква Успења Пресвете Богородице